# Силифоново
Силифоново — деревня в Грязовецком районе Вологодской области на реке Комья.
Входит в состав Комьянского муниципального образования, с точки зрения административно-территориального деления — в Комьянский сельсовет.
Расстояние по автодороге до районного центра Грязовца — 24,4 км, до центра муниципального образования Хорошево — 4,9 км. Ближайшие населённые пункты — Большое Денисьево, Логиново, Орлово.
По переписи 2002 года население — 6 человек.